# Мельник Богдан Борисович
Богдан Борисович Мельник (народився 1984) — майор Збройних сил України.

## З життєпису
У січні 2014-го року під час навчань на Вінниччині гвардії капітан Богдан Мельник на відмінно виконав контрольні вправи з імітацією відмови двигуна в повітрі.
Станом на лютий 2017-го — військовослужбовець 456-ї бригади транспортної авіації.

## Нагороди
8 вересня 2014 року — за особисту мужність і героїзм, виявлені у захисті державного суверенітету та територіальної цілісності України, вірність військовій присязі під час російсько-української війни, відзначений — нагороджений орденом «За мужність» III ступеня.